# Лють (фільм, 2007)
Лють (англ. The Rage) — американський фільм жахів 2007 року.

## Сюжет
Божевільний доктор Віктор Василенко займається науковими експериментами з вірусом сказу на тваринах у своїй лабораторії, яка знаходиться в глухому лісі. Але створені ним монстри збігають і починають у пошуках їжі полювати на людей.

## У ролях
| Актор              | Роль                    |
| ------------------ | ----------------------- |
| Ендрю Дівофф       | доктор Віктор Василенко |
| Ерін Браун         | Кет                     |
| Райан Гукс         | Джош                    |
| Шон Серіно         | Прайс                   |
| Рейчел Шеєр        | Олівія                  |
| Ентоні Кларк       | Джей                    |
| Крістофер Нельсон  | Ларрі                   |
| Реджі Банністер    | дядько Бен              |
| Анджела Гаспарек   | дівчина                 |
| Метт Джеррамс      | Командувач / Матіус     |
| Алан Таскс         | Гор                     |
| Джилліан Маклафлін | Шеллі                   |